# 장식품 (영화)
장식품(Knick Knack)은 미국에서 제작된 존 라세터 감독의 1989년 애니메이션 영화이다. 출시명은 픽사 단편 애니메이션, 5개의 토이 스토리이며 출시 DVD 수록명은 픽사 단편 애니메이션: 5. 장식품이다.
보스턴의 1989년 SIGGRAPH에서 초연되었으며 3D로 상영되었다.